# Xanthostemon arenarius
Xanthostemon arenarius är en myrtenväxtart som beskrevs av Peter G.Wilson. Xanthostemon arenarius ingår i släktet Xanthostemon och familjen myrtenväxter. Inga underarter finns listade i Catalogue of Life.